# The Dark Valley
Pour plus de détails, voir Fiche technique et Distribution.
The Dark Valley (en allemand : Das finstere Tal) est un western austro-allemand réalisé par Andreas Prochaska sur un scénario tiré du roman éponyme de Thomas Willmann (de) et sorti en 2014.
Le film a été choisi comme entrée autrichienne pour le meilleur film en langue étrangère à la 87e cérémonie des Oscars, mais n'a pas été nommé.

## Synopsis
À la fin du XIXe siècle, dans une vallée reculée des Alpes autrichiennes, un étranger, Greider, se présente comme photographe et demande à être hébergé dans le village pendant les trois mois d'hiver. Il est accueilli d'une manière hostile et suspicieuse, surtout par les six frères Brenner qui terrorisent le village et dont le père possède toutes les terres. Il est hébergé chez une veuve qui vit avec sa fille, Luzi, sur le point de se marier avec le jeune Lucas. Greider commence par photographier le village, ses habitants, la vallée, il raconte à Luzi qu'il a vécu au Texas, il porte d'ailleurs d'étranges éperons dentelés et cache dans l'étable une carabine à répétition type Winchester 1873 inconnue dans ce village. Des flash back révèlent le lourd secret du village : Brenner père exerce son droit de cuissage sur toutes les futures mariées le soir même des noces, avec l'approbation du curé qui le compare à Dieu. Il y a plus de vingt ans, un couple de jeunes mariés s'est enfui et caché. Trahis par les aubergistes pour quelques pièces d'or, les jeunes gens sont retrouvés, lui est roué de coups sous les yeux de sa jeune épouse puis crucifié, elle parvient à s'enfuir. Il est clair que Greider est leur fils et est revenu venger ses parents. Il va donc tuer le curé, les six fils Brenner au cours de plusieurs embuscades et affrontements ainsi que Brenner, alité dans sa chambre. Avant de mourir, le patriarche laisse entendre qu'il serait son père. Greider sauve ainsi Luzi et le village de l'emprise de Brenner puis quitte la vallée à l'arrivée du printemps.

## Fiche technique
- Réalisation : Andreas Prochaska
- Scénaristes : Martin Ambrosch, Andreas Prochaska, Thomas Willmann
- Directeur photo : Thomas W. Kiennast
- Musique : Matthias Weber, Steaming Satellites (de) (How dare you), Clara Luzia (de) (Sinnerman)
- Costumes : Natascha Curtius-Noss
- Montage : Daniel Prochaska
- Effets spéciaux : ARRI Film Tv Services
- Direction artistique : Anja Müller
- Producteurs : Stefan Arndt Helmut Grasser Allegro Film X-Filme Creative Pool
- Distributeurs : Warner Home Video, Warner Bros Pictures, X Verleih AG, Filmladen Austria, Film Movement USA, La Aventura Spain, Films Distribution
- Pays de production :  Autriche,  Allemagne
- Langue de tournage : allemand
- Genre cinématographique : Thriller - Western
- Durée : 103 minutes

## Distribution
- Sam Riley : Greider
- Tobias Moretti : Hans Brenner
- Paula Beer : Luzi
- Thomas Schubert : Lukas
- Helmuth Häusler : Hubert Brenner
- Martin Leutgeb : Otto Brenner
- Johannes Nikolussi : Rudolf Brenner
- Clemens Schick : Luis Brenner
- Florian Brückner : Edi Brenner
- Hans-Michael Rehberg : Brenner
- Erwin Steinhauer : Breiser
- Franz Xaver Brückner : Franz
- Xenia Assenza : Maria
- Carmen Gratl : Gaderin
- Beatrix Brunschko : la mère de Lukas
- Gerhard Liebmann : le père de Lukas
- Heinz Ollesch : Schmied
- Josef Griesser : Wirt
- Johanna Bittenbinder : Wirtin

Les acteurs principaux lors de la première viennoise au Gartenbaukino le 11 février 2014.
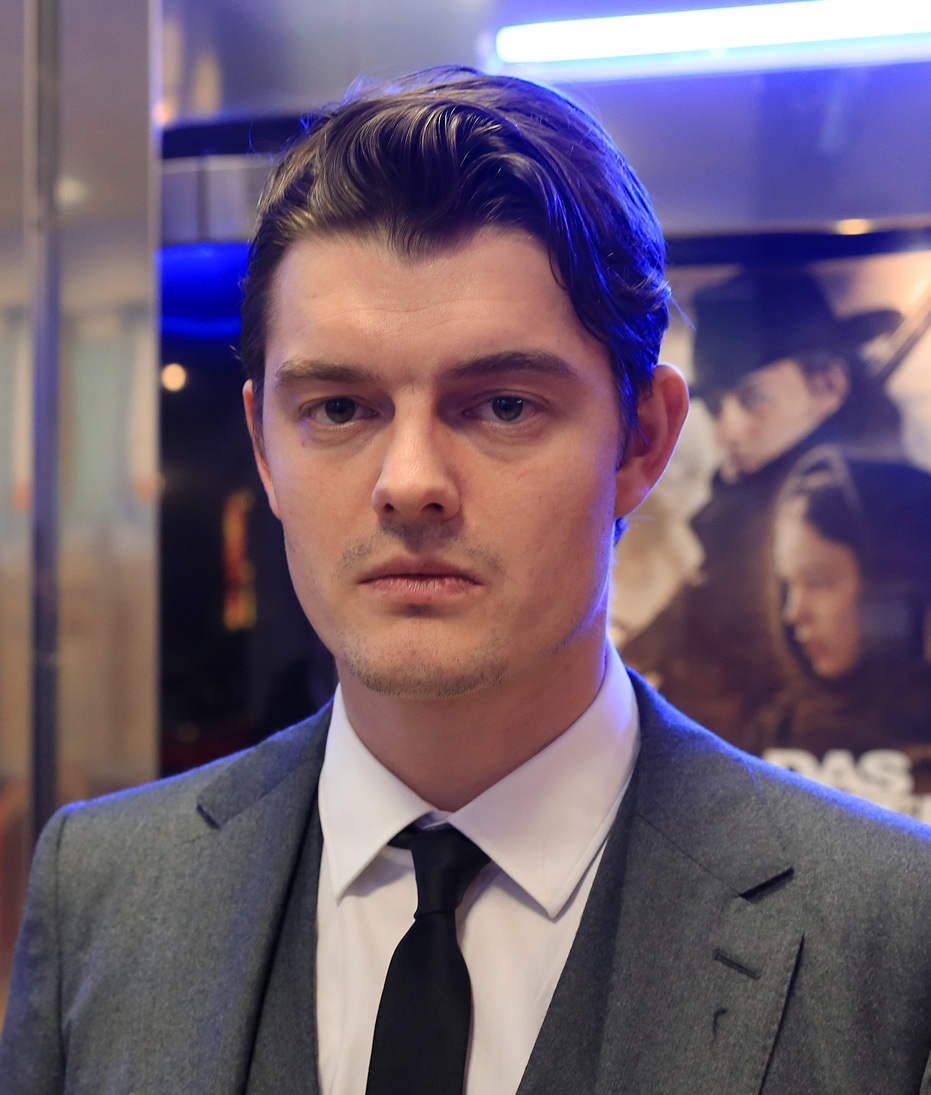
Sam Riley
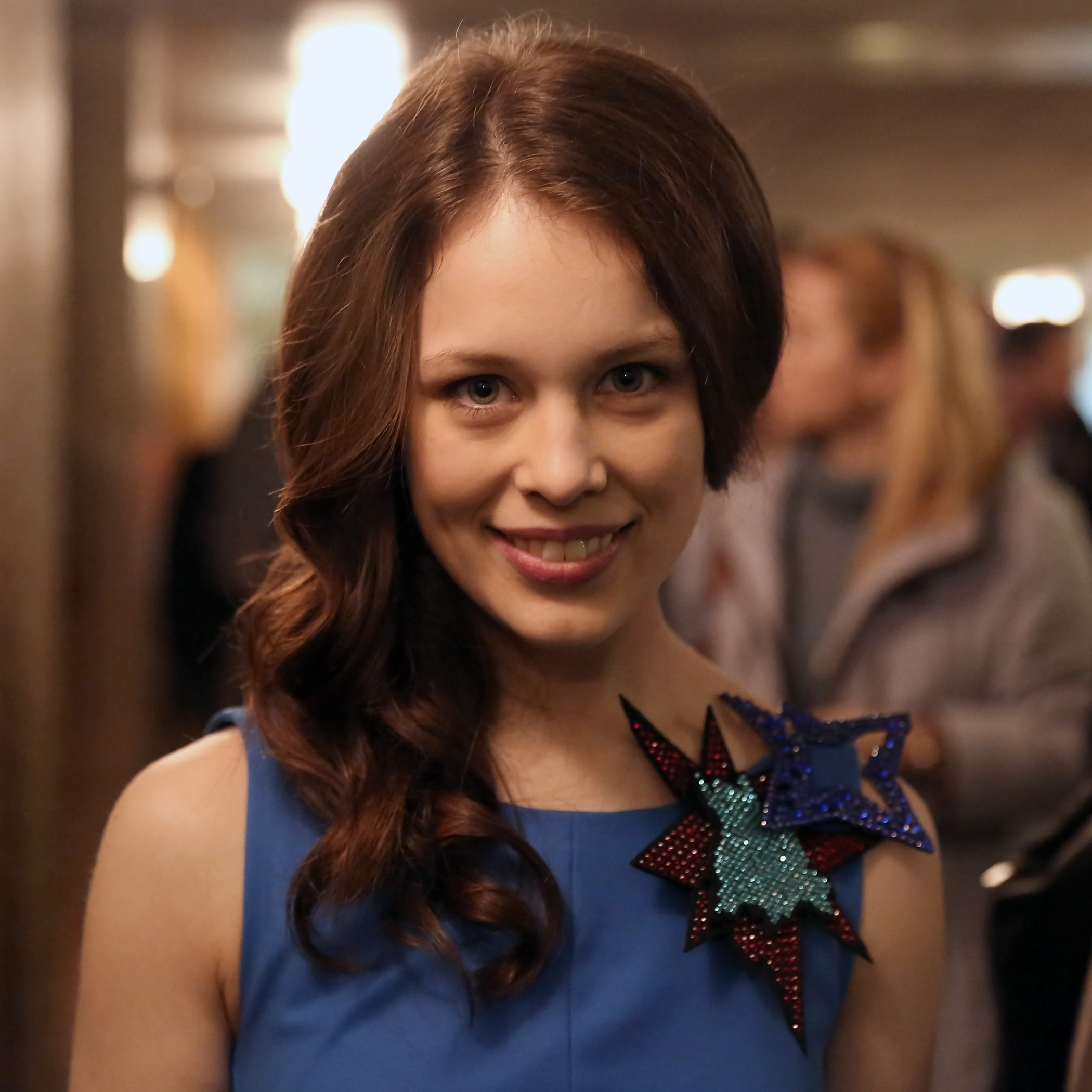
Paula Beer
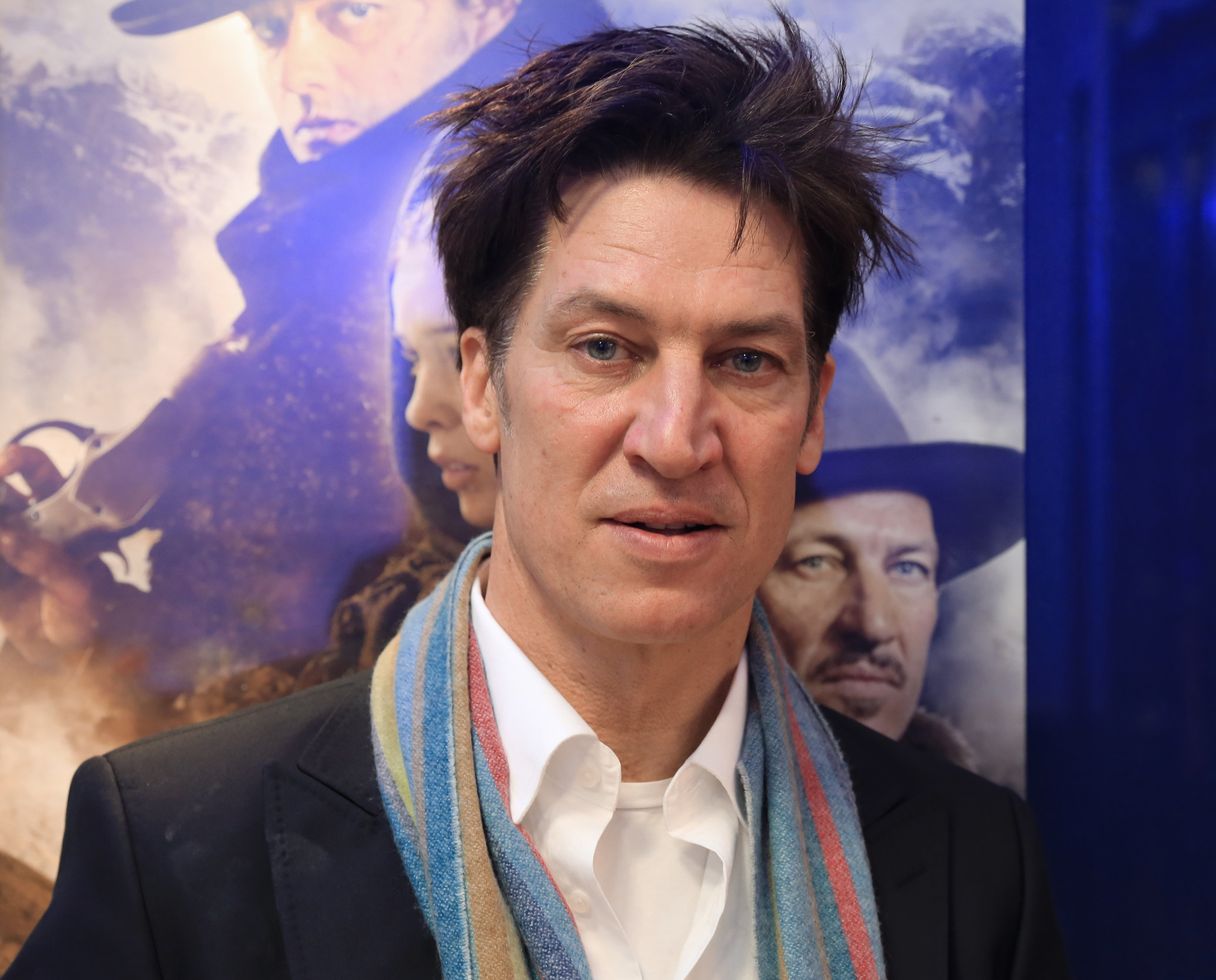
Tobias Moretti

## Distinction
- Berlinale 2014 : Hors compétition